# Trachystigma mannii
Trachystigma es un género monotípico de plantas herbáceas  perteneciente a la familia Gesneriaceae. Su única especie: Trachystigma mannii C.B.Clarke, es originaria del África tropical.

## Descripción
Es una planta herbácea con los hábitos de Acanthonema o del unifoliado Streptocarpus. Las hojas son cordadas - ovadas , sésiles . Las inflorescencias en cimas que surgen en una serie de la base de la hoja , estas son pedunculadas con varias a muchas flores. Sépalos casi libres a la base y estrechos -lanceolados . Corola más bien un corto tubo floral. Frutos en una delgada  cápsula cilíndrica que se abre a lo largo de la  línea mediana del carpelo superior solamente .

## Distribución y hábitat
Se distribuyen por el África tropical en Gabón y quizás Camerún. 

## Taxonomía
El género es aparentemente muy afín al género hermano Acanthonema, pero difiere principalmente por ( a) el ovario cilíndrico  desarrolla una cápsula de  3 cm de longitud, ( b ) la corola es más grande , con boca amplia , ( c ) las inflorescencias son más grandes y más  ramificadas. Trachystigma se puede distinguir en seguida de un unifoliado Streptocarpus por la cápsula recta (no en espiral) , los filamentos dentados y el nectario unilateral.
Trachystigma mannii  fue descrita por  Charles Baron Clarke y publicado en Monographiae Phanerogamarum 5: 131. 1883.
Etimología
El nombre del género deriva del griego  τραχνς,  trachys = híspida y στιγμα ,  stigma = estigma , en alusión al estigma papiloso - híspido. 
mannii: epíteto
Sinonimia
- Didymocarpus mannii (C.B.Clarke) Wonisch
- Roettlera mannii (C.B.Clarke) Fritsch[3]